# Hrádeček (Vlčice)
Hrádeček (do roku 1950 Silberštejn, německy Silberstein) je malá ves s několika domy v lesích pod zříceninou hradu Břecštejn (Břečtejn nebo také Silberštejn), asi šest kilometrů severozápadně od Trutnova, základní sídelní jednotka a také katastrální území obce Vlčice o výměře 215,5031 ha. Vsí prochází silnice z Vlčic do Mladých Buků, ke golfovému hřišti a turistická značená cesta. Při dolní serpentině silnice roste památný strom Třešeň na Hrádečku. Okolí Hrádečku bylo prohlášeno přírodním parkem Hrádeček.

## Historie
Vesnice vznikla v letech 1677–1685 rozparcelováním poplužního dvora. Na začátku osmnáctého století v ní stálo jedenáct domů.

## Chalupa Václava Havla
Václav Havel koupil statek pana Kulhánka čp. 221 poté, co mu divadelník Andrej Krob sdělil, že tento objekt sousedící s jeho chalupou je volný. V roce 1967 tak statek získal za čtrnáct tisíc československých korun. V době normalizace sloužila jako místo, kam se dramatik uchýlil do vnitřního exilu z Prahy. Na Hrádečku byl literárně činný a konaly se v něm kulturní události, např. v roce 1977 zde byl uspořádán Třetí festival druhé kultury, tedy českého undergroundu.
O tomto místě napsal Havel divadelní hru Prase aneb Václav Havel's Hunt for a Pig, popisující těžkosti, které zažívá člověk z města na vesnici. Hlavní postavou je František Vondráček, jenž žil v Horních Vlčicích (cca 2 km) a zemřel v zimě roku 2009.
Havel zde také 18. prosince 2011 ve spánku zemřel.

## Galerie

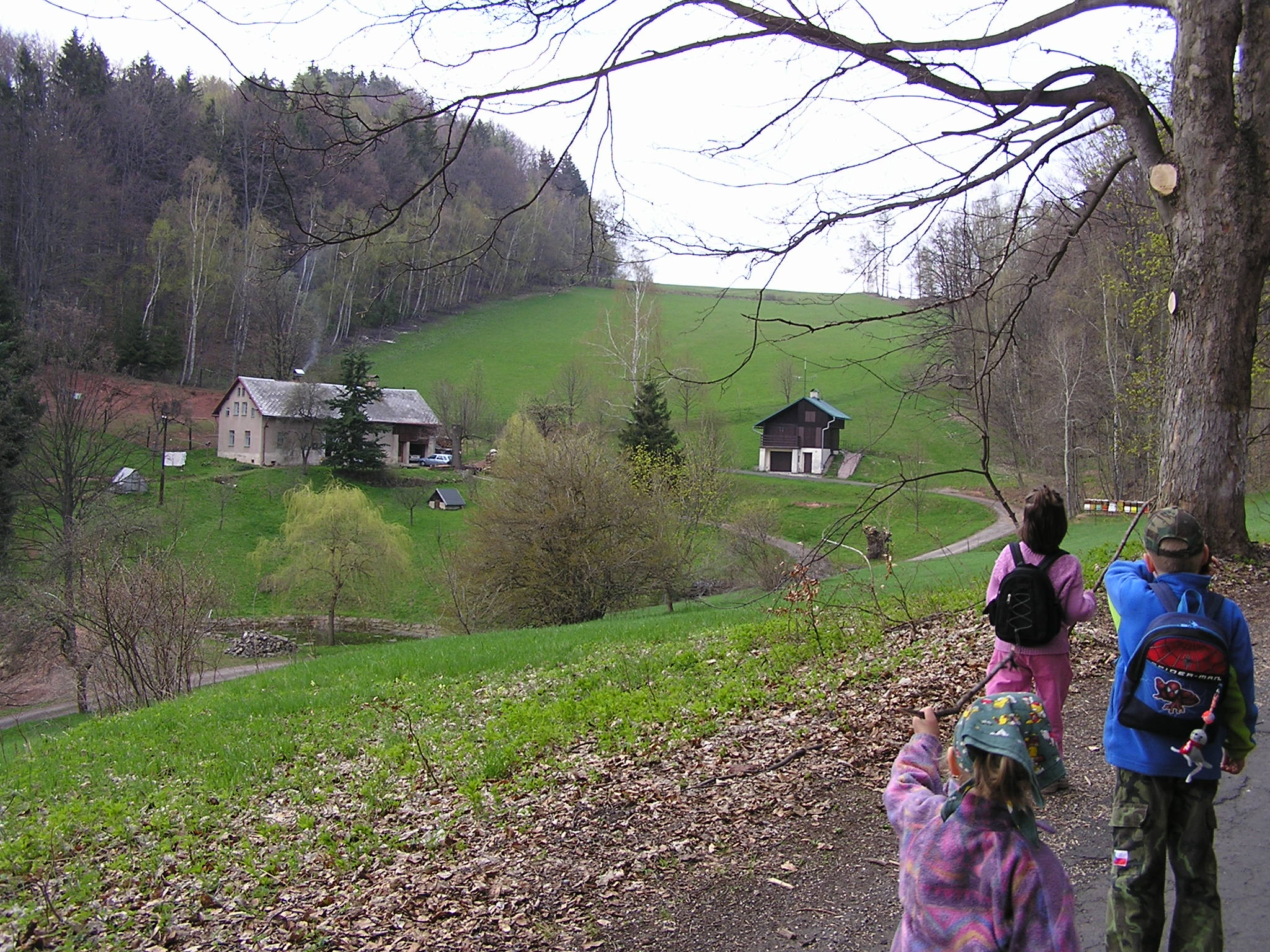
Horní část vsi při pohledu ze silnice u Havlovy chalupy
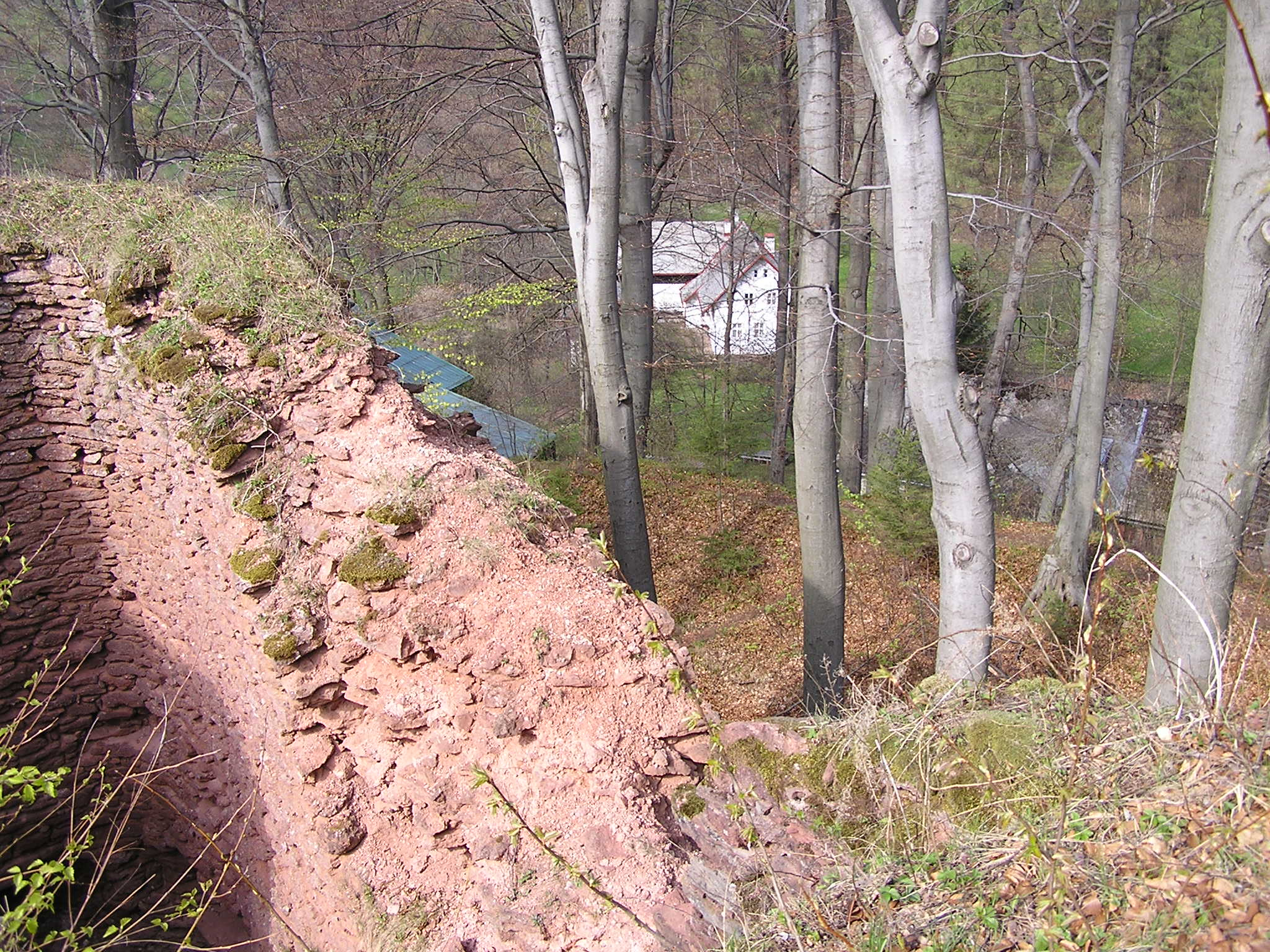
Pohled na ves z hradu Břecštejn
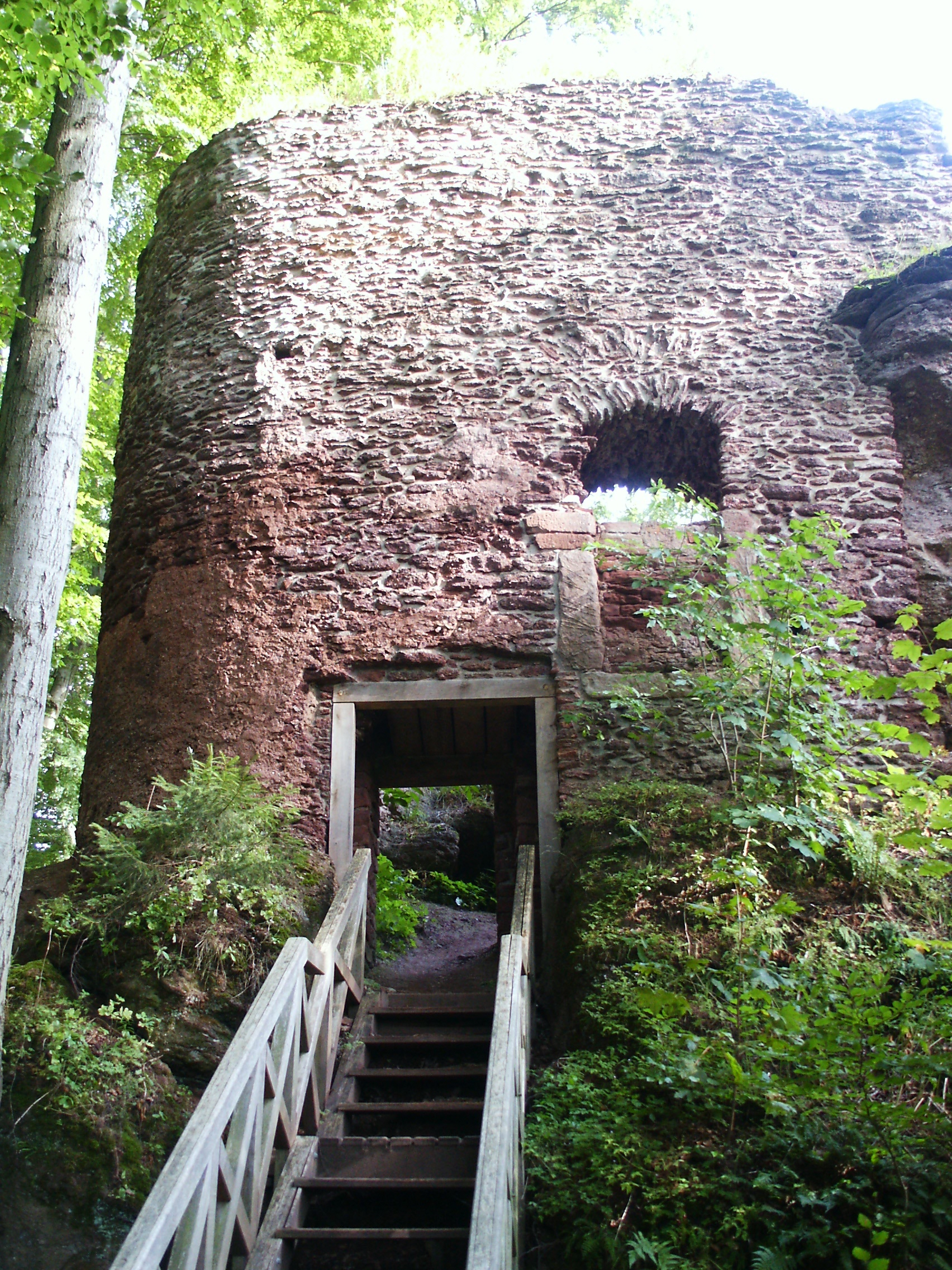
Hrad Břecštejn
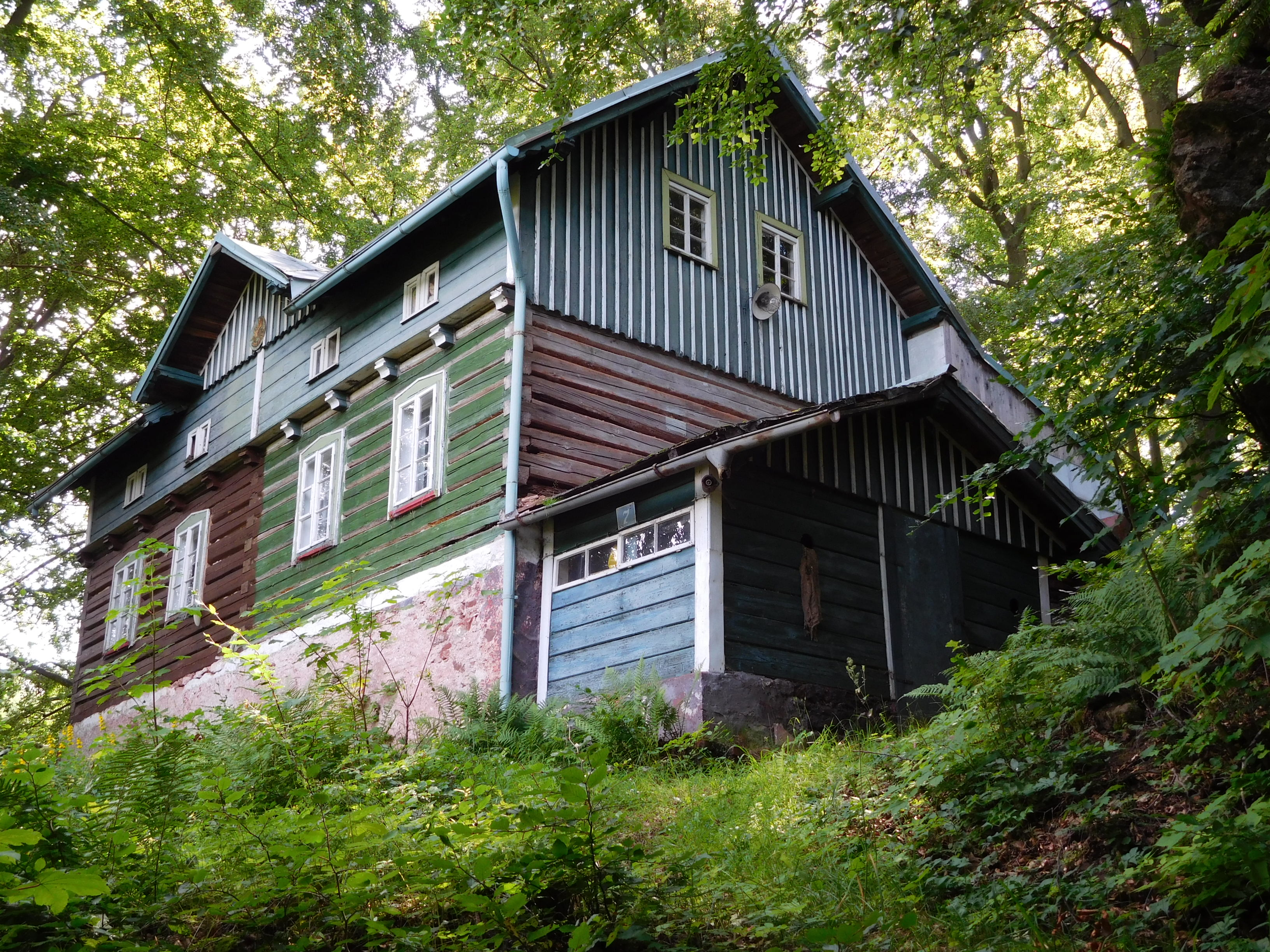
Hrádeček čp. 218